# Sergei Petrowitsch Borodin
Sergei Petrowitsch Borodin (russisch Сергей Петрович Бородин, wiss. Transliteration Sergej Petrovič Borodin; * 12. Septemberjul. / 25. September 1902greg. in Moskau; † 22. Juni 1974 in Taschkent) war ein russischer Schriftsteller.
Sergei Borodin wurde am 8. Oktober 1902 als Sohn eines Adligen in Moskau geboren. Seine Mutter entstammte einem tatarischen Fürstengeschlecht aus Kassimow. Seine Jugend verbrachte Borodin in der Stadt Beljow im Gouvernement Tula. Borodin begann schon früh mit dem Schreiben und seine ersten Gedichte erschienen 1922 im Almanach Rubeschi (Рубежи). Von 1922 bis 1926 besuchte er das Literarisch-Künstlerische Institut (Высший литературно-художественный институт) in Moskau.
In den Jahren 1923 bis 1926 nahm er an Exkursionen in die mittelasiatischen Republiken teil. Später arbeitete er im Fernen Osten, in Kasachstan, Tadschikistan, Armenien und im Pamir. 1951 zog er nach Taschkent.
1932 erschienen die Romane Poslednjaja Buchara (Последняя Бухара, deutsch Das letzte Buchara) und Jegiptjanin (Египтянин, deutsch Der Ägypter). Seine wichtigsten Werke sind Dmitri Donskoi (Дмитрий Донской), ein historischer Roman um den Kampf des russischen Volkes gegen den Tatareneinfall im 14. Jahrhundert. Für den Roman erhielt er im Jahr 1942 den Stalinpreis. Des Weiteren Sterne über Samarkand (Звёзды над Самаркандом), eine historische Trilogie, die sich ebenfalls künstlerisch mit der Geschichte der Russen beschäftigt.
Seit dem Jahr 1981 gibt es das Borodin-Museum in Taschkent.

## Werke (Auswahl)
- Poslednjaja Buchara. 1932.
- Egiptjanin. 1933.
- Master ptic. 1934.
- Dmitrij Donskoj. Goslitizdat, 1942.
- Utren'ka. OGIZ, Sverdlovsk 1942.
- Sobranie sočinenij v 5 tomach. GIChL, Taškent 1958.
- Der hinkende Timur. Greifenverlag, Rudolstadt 1958.
- Zvezdy nad Samarkandom. Chromoj Timur. Kniga pervaja. GIChL, Taškent 1965.
- Zvezdy nad Samarkandom. Kostry pochoda. Kniga vtoraja. GIChL, Taškent 1965.
- Zvezdy nad Samarkandom. Roman v dvuch knigach. Sovetskij pisatel, Moskva 1968.